# سال آشنایی با ما
سال آشنایی با ما (به انگلیسی: The Year of Getting to Know Us) فیلمی محصول سال ۲۰۰۸ و به کارگردانی پاتریک سیسام است. در این فیلم بازیگرانی همچون مارکوس ردموند، تام آرنولد، جیمی فلن، شارون استون، لوسی لیو و چیس الیسون ایفای نقش کرده‌اند.